# 生物学と有機化学の年表
生物学と有機化学の年表（せいぶつがくとゆうきかがくのねんぴょう）では、生物学と有機化学を年表にする。

## 1600年以前
- 紀元前520年頃 - クロトンのアルクマイオン（古代ギリシア）は、動脈と静脈を識別した、そして視神経も発見していた。
- 紀元前500年頃[1] - ススルタ（Sushruta、古代インド）はススルタ大医典（Sushruta Samhita）を著し、120以上の外科用器具、300もの外科手術法および8種類の手術区分ついて著述している。また、はなそぎの刑に対して整形外科的手術を施した。
- 紀元前500年頃 - クセノファネス（Xenophanes、古代ギリシア）は、化石を調査して、生命の進化について思索した。
- 紀元前350年頃 - アリストテレス（古代ギリシア）は、動物の包括的な分類を試みた。彼の著述の、Historia Animaliumは動物の一般生物学、De Partibus Animaliumは動物の比較解剖学と動物の生理学とDe Generatione Animaliumは発生生物学に関する著作である。
- 紀元前320年頃 - テオフラストゥス（TheophrastosまたはTheophrastus）は、系統的な植物学といえる最初の研究を行う。
- 紀元前300年頃 - ヘロフィロス（Herophilos、古代ギリシア）は人体を解剖した。
- 紀元前300年頃 - ディオクレス（Diocles、古代ギリシア）は、最初の解剖学本を書き、解剖学という用語を最初に使用した。
- 50-70年頃 - 大プリニウス(Gaius Plinius Secundus)は全37巻のHistoria Naturalisを出版した。
- 130年-200年頃 - ガレノス（Claudius Galen、古代ギリシア）は、人体解剖で多くの論文を書いた。
- 1010年頃 - イブン・シーナー（英語表記：Avicenna, アラビア語表記：Ibn Sina または Abu Ali al Hussein ibn Abdallah)は、著作Canon of Medicine(Kitab al-Qanun fi al-tibb)を出版した。

## 1600-1800
- 1628年 - ウィリアム・ハーヴィ（William Harvey）は、著作An Anatomical Exercise on the Motion of the Heart and Blood in Animals （動物の血流と心臓の動きに関する解剖学的研究）を出版した。
- 1658年 - ヤン・スワンメルダム（Jan Swammerdam）は、顕微鏡下で赤血球を観察した。
- 1649年 - ルネ・デカルトが『情念論』(Passions de l'âme )で松果腺からの動物精気が神経を動かし感情が生じるとした。
- 1663年 - ロバート・フック（は、コルクを顕微鏡で観察し細胞を発見した。
- 1668年 - フランチェスコ・レディは、腐敗物よりウジが自然発生するという説が誤りであることを証明した。
- 1674年 - アントニ・ファン・レーウェンフックは顕微鏡で原生動物を観察し、animalculesと命名した。
- 1676年 - アントニ・ファン・レーウェンフックは顕微鏡でバクテリアを観察した。
- 1677年 - アントニ・ファン・レーウェンフックは顕微鏡で精子を観察した。
- 1694年 - ルドルフ・ヤーコプ・カメラリウスは、種子の形成に花粉が必要であり、植物にも動物と同様の性が存在することを証明した。
- 1765年 - ラザロ・スパランツァーニは、細胞の生命自然発生説の大半が誤りであると証明した。
- 1771年 - ジョセフ・プリーストリーは、植物が二酸化炭素を酸素に変えることを発見した。
- 1798年 - トマス・ロバート・マルサスは、『人口論』（An Essay on the Principle of Population）において人口増加と食料生産の関係を論じた。
- 17世紀-18世紀 - 化学者ゲオルク・エルンスト・シュタールは、無機物から有機物を合成できるのは生物のみであり、それは体内の生気が必要であるという生気論を唱えた。

## 1800-1899
- 1801年 - ジャン＝バティスト・ラマルク （Jean-Baptiste Lamarck）は、無脊椎動物の分類法について初めて詳細に研究した。
- 1802年 - 現代の「生物学」（biology）という意味でこの用語が、ゴットフリート・ラインホルト・トレヴィラヌス（Gottfried Reinhold Treviranus）の著作Biologie oder Philosophie der lebenden Natur『生物学或いは命ある自然に関する哲学』とラマルク（Jean-Baptiste Lamarck）の著作Hydrogéologieでそれぞれ独自に使用される。biologyの語自身は1800年にカール・フリードリッヒ・ブルダッハ （Karl Friedrich Burdach）が創作した造語である。
- 1809年 - ラマルクは、獲得形質の遺伝に関する進化論を提唱した。
- 1817年 - ピエール＝ジョセフ・ペルティエ（Pierre-Joseph Pelletier）とジョセフ・ベイネミ・カヴァントゥー（Joseph-Bienaime Caventou）は、葉緑素を単離した。
- 1820年 - クリスチャン・フリードリッヒ・ナッセ（Christian Friedrich Nasse）は、Nasseの法則を確立した。すなわち「血友病は、男性でのみ発症するが、その遺伝は発現しない女性を介して渡される」。
- 1828年 - カール・フォン・ベール（Karl von Baer、ドイツ）は、哺乳動物の卵細胞を発見した。
- 1828年 - フリードリヒ・ヴェーラー（Friedrich Woehler、ドイツ）は尿素を合成した。;無生物の材料から出発する有機化合物の最初の合成例となった。
- 1836年 - テオドール・シュワン（Theodor Schwann）は、胃組織の抽出物からペプシンを発見する;動物性酵素の最初の分離例となった。
- 1837年 - テオドール・シュワンは、熱せられた空気が腐敗の予防になることを示した（無菌操作法の始まり）。
- 1838年 - マティアス・ヤーコプ・シュライデン（Matthias Schleiden、ドイツ）は、すべての植物の生体組織が細胞から成り立っていることを主張した(植物における細胞説)。
- 1839年 - テオドール・シュワンは、すべての動物の生体組織が植物と同様に細胞から成り立っていることを主張した(細胞説)。
- 1856年 - ルイ・パスツール（Louis Pasteur、フランス）は、微生物が発酵の原因であると提唱した。
- 1858年
  - チャールズ・ダーウィン（イギリス）とアルフレッド・ラッセル・ウォレス（イギリス）は、自然淘汰による進化論をそれぞれ独自に提唱した。
  - ルドルフ・フィルヒョー（Rudolf Virchow、ドイツ）は、「細胞は、細胞からのみ発生する」ことを提唱した。
- 1862年 - ルイ・パスツールは、細胞の自然発生説が誤りであることを証明した。
- 1865年
  - グレゴール・ヨハン・メンデル（Gregor Mendel、チェコスロバキア生まれ;オーストリア）は、エンドウ豆の異種交配を観察し、優性遺伝あるいは劣性遺伝する因子についての仮説（メンデルの法則）を提唱した。
  - フリードリヒ・ケクレ（Friedrich August Kekulé von Stradonitz、ドイツ）は、ベンゼンが六角形の環状炭素と水素原子から構成されることを提唱した。
- 1869年 - フリードリッヒ・ミーシェル' （Friedrich Miescher、スイス）は、細胞核から核酸を発見した。
- 1874年 -  ヤコブス・ファント・ホッフ（Jacobus van 't Hoff、オランダ）とジョゼフ＝アキレ・ル・ベル（Joseph-Achille Le Bel、フランス）は、有機分子が三次元立体構造の表現法を確立し、そして炭素原子が4面体構造を取ることを提案した。
- 1876年 - オスカー・ヘルトウィヒ（Oskar Hertwig、ドイツ）とヘルマン・フォル（Hermann Fol、スイス）は、受精卵が男性と女性の核の両方に由来することを示した。
- 1884年 - エミール・フィッシャー（Emil Fischer、ドイツ）は、糖類の単糖構成の分析と構造を詳細に研究し糖化学を創始した。
- 1898年 - マルティヌス・ベイエリンク（Martinus Beijerinck、オランダ）は、タバコ・モザイク病が、彼がウイルスと命名した細菌よりも小さいものによって引き起こされることをろ過実験で示した。
- 19世紀末 - サンティアゴ・ラモン・イ・カハール（スペイン）は神経のニューロン説を唱えた。

## 1900-1949
- 1906年 - ミハイル・ツヴェット（Mikhail Tsvett、ロシア）は、有機化合物分離のためのクロマトグラフィー法を発見した。
- 1907年
  - イヴァン・パブロフ（Ivan Pavlov、ロシア）は、犬に唾液を分泌させる実験で条件反射を提唱した。
  - エミール・フィッシャーは、人工的に鎖状アミノ酸ペプチドを合成し、そして蛋白質はアミノ酸より構成され、アミノ酸が連結することで形成されることを示した。
- 1911年 - トーマス・ハント・モーガン（アメリカ合衆国）は、メンデルの遺伝子が染色体上に配列されていることを提唱した。
- 1926年 - ジェームズ・サムナー（アメリカ合衆国）は、ウレアーゼ酵素が蛋白質であることを示した。
- 1928年
  - オットー・ディールス（ドイツ）とクルト・アルダー（ドイツ）は、環状分子形成反応のディールス・アルダー反応（Diels-Alder cycloaddition reaction）を発見した。
  - アレクサンダー・フレミング(イギリス)により最初の抗生物質、ペニシリンが発見された。
- 1929年 - ホエーブス・レヴィーン（Phoebus Levene、ロシア生まれ;アメリカ合衆国）は、核酸中に糖のデオキシリボース（deoxyribose）を発見した。
- 1929年 - エドワード・アダルバート・ドイジー（アメリカ合衆国）とアドルフ・ブーテナント（ドイツ）は、女性ホルモンのエストロン（estrone）をそれぞれ独自に発見した。
- 1930年 - ジョン・ハワード・ノースロップ（アメリカ合衆国）は、ペプシン酵素が蛋白質であることを示した。
  - ロナルド・フィッシャー（イギリス）が『自然淘汰の遺伝学的理論』を表し、集団遺伝学への道筋を開いた。
- 1931年 - アドルフ・ブーテナントは男性ホルモンのアンドロステロンを発見した。
- 1932年 - ハンス・アドルフ・クレブス（ドイツ）は、尿素サイクル（urea cycle）を発見した。
  - J・B・S・ホールデン（イギリス）が『進化の要因』でダーウィン進化論とメンデル遺伝学を結びつけ、生物進化の総合説の先駆けとなった。
- 1933年 - タデウシュ・ライヒスタイン（ポーランド）は、ビタミンCを人工的に合成し、最初のビタミンの全合成となる。
- 1935年
  - ルドルフ・シェーンハイマー（Rudolf Schoenheimer、ドイツ/アメリカ合衆国）は、ネズミの脂肪貯蔵システムを研究するために、トレーサーとして重水素を使った。また、彼はアミノ酸の代謝を研究するために重窒素でトレースされたロイシンを用いた。この研究から、彼は『身体構成成分の動的な状態』を提唱し、新たな生命観を提唱した。
  - ウェンデル・スタンリー（アメリカ合衆国）は、タバコモザイクウイルスを結晶させた。
- 1935年 - コンラート・ローレンツ（Konrad Lorenz、オーストリア）は、ひな鳥の刷り込み行動（imprinting）ついてについて著述した。
- 1937年
  - ハンス・アドルフ・クレブスは、クエン酸サイクル（TCA回路）を発見した。
  - テオドシウス・ドブジャンスキー（Theodosius Dobzhansky、ロシア）は、著作の『遺伝と種の起源』(Genetics and the Origin of Species)で進化と遺伝子変異とを関連づけた。
- 1938年 - 生きているシーラカンスが、南アフリカの海岸沖で発見された。
- 1940年 - ドナルド・グリフィン（Donald Griffin、アメリカ合衆国）とロバート・ガランボス（Robert Galambos、アメリカ合衆国）は、コウモリが超音波で位置探査（反響定位）を行う発見を公表した。
- 1941年 - ジョージ・ウェルズ・ビードル（アメリカ合衆国）は、アカパンカビにX線を照射して酵素を変異させ、「一遺伝子一酵素説」を唱えた。
- 1942年 - マックス・デルブリュック（ドイツ生まれ;アメリカ合衆国）とサルバドール・エドワード・ルリア（イタリア/アメリカ合衆国）は、細菌のウイルス感染抵抗性がランダムな遺伝子変異に起因し、後天的に形質を獲得したのではないことを示した。
- 1944年
  - オズワルド・エイブリー（Oswald Avery）は、肺炎連鎖球菌でDNAが遺伝情報を運ぶことを示した。
  - ロバート・バーンズ・ウッドワードとウィリアム・デーリングは、キニーネを全合成した。
- 1948年 - エルヴィン・シャルガフ（Erwin Chargaff）は、DNAではグアニン単位とシトシン単位の数が等しく、アデニン単位とチミン単位の数が等しいことを示した。

## 1950-1989
- 1951年 - ロバート・ウッドワードは、コレステロールとコルチゾールを全合成した。
- 1952年
  - アルフレッド・ハーシーとマーサ・チェス（Martha Chase）は、放射性のトレーサーを使い、バクテリオファージ・ウイルスでDNAが遺伝物質であることを示した。
  - フレデリック・サンガー、ハンス・タピィ（Hans Tuppy）、とテッド・トンプソン（Ted Thompson）は、インスリンのアミノ酸配列を全決定し、クロマトグラフィー解析法を確立した。
  - ロザリンド・フランクリンは、エックス線回折法でDNAの構造を研究し、外側に糖とリン酸から成る骨格を有することを示唆した。
  - アラン・ロイド・ホジキンとアンドリュー・フィールディング・ハクスリーは、イカの巨大軸索を用いて発見した神経細胞の活動電位の研究を発表した。
- 1953年
  - ジェームズ・ワトソンとフランシス・クリックは、DNAの二重らせん構造を提唱した。
  - マックス・ペルーツとジョン・ケンドルー（John Kendrew）は X線回折でヘモグロビンの構造を決定した。
  - スタンレー・ミラーは、水、メタン、アンモニアと水素を格納した容器中で稲妻を模した放電すると、アミノ酸が形成されることを示した。
- 1955年
  - セベロ・オチョア（Severo Ochoa ）が、RNAポリメラーゼ酵素を発見した。
  - アーサー・コーンバーグ（Arthur Kornberg）が、DNAポリメラーゼ酵素を発見した。
- 1960年
  - ヨアン・オロー（Juan Oro）は、青酸アンモニウムの濃縮溶液から核酸塩基のアデニンが生成することを発見した。
  - ロバート・ウッドワードは葉緑素を全合成した。
- 1962年 - ジョン・ガードンは、卵に細胞核移植をしてツメガエルのクローンを作成した。これが脊椎動物の最初のクローニングとなる。
- 1964年 - ウィリアム・ハミルトンが社会性昆虫の研究から血縁選択説を提唱した。
- 1968年 - フレデリック・サンガーは、120塩基長のRNA塩基配列をクロマトグラフィー法で解読をする為に、放射性リンをトレーサーとして使用した。
- 1970年
  - ハミルトン・スミス（Hamilton Smith）とダニエル・ネーサンズ（Daniel Nathans）は、DNA制限酵素を発見した。
  - ハワード・テミン（Howard Temin）とデヴィッド・ボルティモア（David Baltimore）は、逆転写酵素をそれぞれ独自に発見した。
- 1972年
  - ロバート・ウッドワード（Robert Woodward）は、ビタミンB12を全合成した。
  - スティーヴン・ジェイ・グールド（Stephen Jay Gould）とナイルズ・エルドリッジ（Niles Eldredge ）は、生物進化の断続平衡説（theory of punctuated equilibrium ）を提唱した。
  - S.J.シンガー（S.J. Singer）とG.L.ニコルソン（GL Nicholson ）は流動モザイクモデルを提唱し、全ての細胞の細胞膜がその様に構成されていることを発見した。
- 1973年 - ジョン・メイナード＝スミスが血縁選択説にゲーム理論を持ち込み「進化的に安定な戦略」を提唱した。
- 1974年
  - マンフレッド・オイゲン（Manfred Eigen）とマンフレッド・サンパー（Manfred Sumper）はヌクレオチド・モノマーとRNAレプリカーゼを混合するとRNAが生成することを発見し、この機構によりRNAは自発的に複製、変異、進化することを示した。
  - レスリー・オーゲル（Leslie Orgel ）は、RNAがRNAレプリカーゼの存在なしで複製することができ、このとき亜鉛が複製過程を補助することを示した。
- 1975年 - エドワード・オズボーン・ウィルソンが血縁選択説を発展させ『社会生物学』を著した。社会生物学論争が起こる。
- 1977年 -  
  - ジョン・コーリス（John Corliss）、ジャック・ディモンド（Jack Dymond）、ルイ・ゴードン（Louis Gordon）、ジョン・エドモンド（John Edmond）、リチャード・フォン・ハーゼン（Richard von Herzen）、ロバート・バラード（Robert Ballard）、ケネス・グリーン（Kenneth Green）、デイヴィッド・ウィリアムス（David Williams）、アーノルド・ブレインブリッジ（Arnold Bainbridge）、キャシー・クレーン（Kathy Crane）そしてティアート・ヴァン・アンデル（Tjeerd van Andel）は、ガラパゴス海溝の熱水放出口（熱水鉱床）の周囲に嫌気性化学合成代謝に立脚した生態系を発見した。
  - ウォルター・ギルバートとアラン・マクザム（Allan Maxam）は、塩基配列をクローニング後、化学分解しゲル電気泳動に掛けるテクニックで高速塩基配列判定する方法を実証した。
- 1977年
  - フレッド・サンガーとアラン・カールソン（Alan Coulson）は、ジデオキシヌクレオチドとゲル電気泳動を使う、高速塩基配列判定法を実証した。
- 1978年 - フレッド・サンガー（Fred Sanger）は、5,386塩基対のウイルス PhiX174を用いて、全塩基配列を解析し、全ゲノムを確定した。
- 1982年 - スタンリー・B・プルシナーはプリオンの概念を提唱した。
- 1983年 - キャリー・マリスは、PCR法（ポリメラーゼ連鎖反応法）を発明した。
- 1984年 - アレック・ジェフリーズは、DNA鑑定法を発案した。
- 1985年 - ハリー・クロトー（Harry Kroto）、J.R.ヒース（J.R. Heath）、S.C.オブライエン（S.C. O'Brien）、R.F.カール（R.F. Curl）、とリチャード・スモーリー（Richard Smalley）は、バックミンスター・フラーレン（C60）が特異的な安定性を示す分子であることを予測し、その構造を推定した。
- 1986年 - アレキサンダー・クリバノフ（Alexander Klibanov）は酵素が非水溶液環境下でも触媒作用を示すことを実証した。

## 1990 - 現在
- 1990年 - ヴォルフガング・クレストマイヤー（Wolfgang Krätschmer）、ローウェル・ラム（Lowell Lamb）、コンスタンティノス・フォスティロフォロス（Konstantinos Fostiropoulos）とドナルド・ハフマン（Donald Huffman）は、バックミンスター・フラーレン（C60）が煤中に存在し、ベンゼンで抽出されることを発見した。
- 1996年 - 羊のドリーが、成熟した哺乳動物で初のクローンとなる。
- 2001年 - ヒトゲノムの全解読結果の、ドラフト第1稿が公開された。
- 2003年 - ウイルスを、ゼロから（遺伝子情報から）初めて製造した。
- 2005年 -　山中伸弥京都大学教授らがiPS細胞(人工多能性幹細胞)の作製に成功。
- 2010年 - クレイグ・ヴェンターらのチームが人工ゲノムの細菌への導入に成功。初の合成生命の誕生。